# Gare de Monnaie
Gare de Monnaie vasútállomás Franciaországban, Monnaie településen.

## Vasútvonalak
Az állomást az alábbi vasútvonalak érintik:
- Párizs-Tours-vasútvonal

## Kapcsolódó állomások
A vasútállomáshoz az alábbi állomások vannak a legközelebb:
- Gare de Notre-Dame-d'Oé (Gare de La Membrolle-sur-Choisille)
- Gare de Château-Renault (Gare de Brétigny)